# انقلاب 1983 في نيجيريا
في 31 ديسمبر 1983، وقع انقلاب عسكري في نيجيريا، قام به كبار ضباط الجيش النيجيري وأدى إلى الإطاحة بالحكومة المنتخبة ديمقراطيا للرئيس شيخو شاجاري وتنصيب الجنرال محمد بخاري رئيسا للدولة.

## خلفية
تصاعدت التوترات بين الجوانب المدنية والعسكرية للحكومة النيجيرية. كان أحد الحوادث الكبرى عندما قام الجنرال محمد بخاري، قائد الفرقة الثالثة، بقطع الوقود والإمدادات الغذائية عن تشاد المجاورة، وهو إجراء سببه الخلافات الحدودية بين نيجيريا وتشاد التي عارضها الرئيس شيخو شاجاري. تجاهل بخاري أوامر شاجاري بتجنب دخول الأراضي التشادية، وطاردت وحدته المتسللين التشاديين على بعد حوالي 50 كيلومترًا داخل تشاد. كان هذا الحادث أحد العوامل الرئيسية التي ساهمت في الانقلاب، حيث وضع الحكومة المدنية والجيش على طرفي نقيض في قضية خلافية للغاية.
قبل وقت قصير من الانقلاب، اكتشف المدير العام لمنظمة الأمن القومي، عمر شنكافي، اتصالات تشير إلى عدة مؤامرات انقلابية. ومع ذلك، لم تتمكن المنظمة من التدخل في هذه المؤامرات بسبب الطبيعة الهشة والغامضة للمعلومات الاستخباراتية التي تم جمعها.

## تفاصيل الانقلاب
كلف مدبرو الانقلاب العقيد توند أوجبها بالتفاوض على الاستسلام السلمي لوحدة جيش لواء الحرس التابعة للرئيس شاجاري. لم يتمكن أوجبها من الوصول إلى العقيد بيلو كالييل، قائد لواء الحرس. تم تكليف العميد إبراهيم باكو بمسؤولية اعتقال الرئيس شاجاري بعد نجاح أوجبها في مفاوضات الاستسلام السلمي. لم يكن يعرف باكو حقيقة أنه لم يتم التفاوض على مثل هذا الاستسلام. بالإضافة إلى ذلك، لم يتم تسريب تفاصيل المؤامرة إلى الرئيس شاجاري فحسب، بل أيضًا إلى النقيب أنيوغو. وصل العميد باكو إلى الفيلا الرئاسية للقبض على الرئيس شاجاري، لكن حراس الرئيس شاجاري لم يستسلموا كما كان متوقعا. نشبت معركة بالأسلحة النارية أدت إلى مقتل العميد باكو.